# Daniel Williams (calciatore 2001)
Daniel Williams (19 aprile 2001) è un calciatore gallese, centrocampista dei The New Saints.

## Carriera

### Club
Dal 2009 al 2021 gioca nelle giovanili dello Swansea City, con cui nella stagione 2021-2022 esordisce anche in prima squadra, realizzando una rete in 2 presenze stagionali, entrambe nella Coppa di Lega inglese; in particolare entrambe le presenze sono dell'agosto 2021: il 10 agosto esordisce nella vittoria casalinga per 3-0 ai danni del Reading, mentre la sua prima ed unica rete con il club arriva il successivo 24 agosto, nella vittoria casalinga per 4-0 ai danni del Plymouth. Nel 2022 viene poi ceduto in prestito al Dundalk, club della prima divisione irlandese, dove rimane fino al giugno dell'anno in questione, giocando in totale 10 partite nella prima divisione irlandese. Successivamente trascorre la stagione 2022-2023 in prestito nella prima divisione gallese ai The New Saints, con cui vince sia il campionato gallese che la Coppa del Galles. Nel giugno del 2023 si trasferisce a titolo definitivo proprio al club gallese, con cui oltre a vincere un altro campionato ed una Coppa di Lega gallese esordisce anche nelle competizioni UEFA per club, disputando 2 partite nei turni preliminari di Champions League e 2 partite in quelli di Conference League; rimane poi in squadra anche per la stagione 2024-2025, in cui gioca altre 4 partite nei preliminari di Champions League, 2 partite in quelli di Europa League e 2 partite (con anche un gol segnato, il suo primo in carriera nelle competizioni europee) in quelli di Conference League, competizione in cui partecipa poi anche alla fase finale del torneo, scendendo in campo da titolare in tutte e 6 le partite della fase campionato.

### Nazionale
Ha giocato nelle nazionali giovanili gallesi Under-19, Under-20 ed Under-21.

## Palmarès

### Club

#### Competizioni nazionali
- Campionato gallese: 3

The New Saints: 2022-2023, 2023-2024, 2024-2025
- Coppa del Galles: 2

The New Saints: 2022-2023, 2024-2025
- Coppa di Lega gallese: 2

The New Saints: 2023-2024, 2024-2025